# Alatuncusia
Alatuncusia é um gênero de mariposa pertencente à família Crambidae.